# 3-тя дивізія НГ (Україна)
3-тя Південна дивізія національної гвардії (3 дНГУ, в/ч 2230) — формування національної гвардії України, що існувало у 1990-х роках. Дислокувалося у м. Одеса.

## Історія
Управління 3-й дивізії НГУ (в/ч 2230) було сформовано наказом КНГУ від 2 січня 1992 року в м. Одесі на базі управління 42-го спеціального моторизованого полку міліції Внутрішніх військ МВС СРСР (в/ч 5441). Управління розміщувалося на території військового містечка колишнього Одеського вищого військового загальновійськового командного училища.
Завдяки насиченості південних областей України частинами Внутрішніх військ МВС СРСР, на базі яких і створювалися підрозділи НГУ, 3-тя дивізія стала одним з найбільших з'єднань НГУ. До її складу увійшли:
- 7-й окремий батальйон НГУ (в/ч 7411) в м. Миколаєві, сформований наказом КНГУ від 2 січня 1992 р. на базі 130-го окремого спеціального моторизованого батальйону міліції Внутрішніх військ МВС СРСР (в/ч 5510);
- 7-й полк НГУ (в/ч 4107) в м. Одесі, сформований наказом КНГУ від 2 січня 1992 р. на базі вищезгаданого 42-го спеціального моторизованого полку міліції Внутрішніх військ МВС СРСР;
- 8-й окремий батальйон НГУ (в/ч 8411) в м. Херсоні, сформований наказом КНГУ від 2 січня 1992 р. на базі 131-го окремого спеціального моторизованого батальйону міліції Внутрішніх військ МВС СРСР (в/ч 5511);
- 8-й полк НГУ (в/ч 4108) в м. Запоріжжі, сформований наказом КНГУ від 2 січня 1992 р. на базі 22-го окремого спеціального моторизованого батальйону міліції Внутрішніх військ МВС СРСР (в/ч 5442);
- 9-й полк НГУ (в/ч 4109) в м. Сімферополі, сформований наказом КНГУ від 2 січня 1992 р. на базі 21-го спеціального моторизованого полку міліції Внутрішніх військ МВС СРСР (в/ч 5461).

Пізніше, наказом КНГУ від 17 травня 1994 року в м. Севастополі на базі 9-го полку НГУ було розпочато формування 6-го окремого батальйону НГУ (в/ч 4110), а в Одесі - 9-го окремого батальйону НГУ (в/ч 9411), втім, так і не завершене. Крім того, в «зоні відповідальності» з'єднання розміщувався 1-й склад паливно-мастильних матеріалів НГУ (в/ч 2274) в м. Запоріжжі. В Одесі дислокувався підрозділ НГУ з охорони дипломатичних і консульських представництв іноземних держав (в/ч 2260 «Ю»).
Указом Президента України від 20 січня 1995 р. і наказом КНГУ від 26 січня 1995 року ряд частин і підрозділів НГУ були передані до складу Внутрішніх військ МВС України. Зі складу 3-й дивізії НГУ назад до Внутрішніх військ були передані майже всі її частини:
- 7-й окремий батальйон НГУ, який став 19-м спеціальним моторизованим полком Внутрішніх військ МВС України (в/ч 3039);
- 7-й полк НГУ, який став 22-ю окремою спеціальною моторизованою бригадою Внутрішніх військ МВС України (в/ч 3012), з 1998 р. - 12-й окремий полк Внутрішніх військ МВС України, з 2003 р. - 33-й окремий батальйон внутрішніх військ МВС України;
- 8-й окремий батальйон НГУ, який став 16-м окремим спеціальним моторизованим батальйоном Внутрішніх військ МВС України (в/ч 3056);
- 8-й полк НГУ, який став 13-м спеціальним моторизованим полком Внутрішніх військ МВС України (в/ч 3033), з 1999 р. - 23-тя окрема спеціальна моторизована бригада Внутрішніх військ МВС України;
- 9-й полк НГУ, що став 9-ю окремою бригадою Внутрішніх військ МВС України (в/ч 3009), з 2003 р. - 9-й окремий батальйон Внутрішніх військ МВС України.

В результаті управління 3-ї дивізії НГУ наказом КНГУ від 11 жовтня 1995 року було переформовано в управління 25-ї окремої бригади НГУ (в/ч 2290), а на базі решти дивізійних підрозділів почалося створення нових частин. Так, в Одесі наказом КНГУ від 14 березня 1995 р. на базі підрозділу з охорони дипломатичних і консульських представництв іноземних держав був створений 18-й окремий батальйон НГУ (в/ч 2216), перейменований наказом КНГУ від 10 червня 1998 р. на 18-й окремий батальйон спеціального призначення НГУ.
Відповідно до наказу КНГУ від 19 червня 1995 року в сел. Велика Корениха під м Миколаєвом почалося формування 16-го полку НГУ (в/ч 4116). Цікаво, що крім солдатів колишньої 3-ї дивізії НГУ, на укомплектування полку були направлені бійці чугуївського 17-го полку НГУ, а також 40-ї окремої аеромобільної бригади (в/ч А-0224, м. Миколаїв) і 150-го окружного навчального центру Збройних Сил України. Наказом КНГУ від 15 квітня 1998 р. 16-й полк НГУ був перетворений в 22-й окремий батальйон НГУ, а наказом КНГУ від 10 червня 1998 року він був перейменований в 22-й окремий батальйон спеціального призначення НГУ.
І нарешті, наказом КНГУ від 15 квітня 1998 р. в складі 25-ї окремої бригади НГУ був сформований 25-й окремий батальйон НГУ (в/ч 2295, м. Одеса). Наказом КНГУ від 10 червня 1998 року він був перейменований в 25-й окремий батальйон спеціального призначення НГУ.
Відповідно до Указу Президента України від 17 грудня 1999 року та Законом України від 11 січня 2000 р. 25-та окрема бригада НГУ була розформована. Її 18-й і 25-й окремі батальйони були передані до складу Збройних Сил України, а 22-й окремий батальйон спеціального призначення НГУ - до Внутрішніх військ МВС України, ставши лінійним батальйоном оперативного призначення миколаївського 19-го спеціального моторизованого полку міліції Внутрішніх військ МВС Україна (в/ч 3039).

## Структура
- управління (в/ч 2230, Одеса) — наказ КНГУ від 2 січня 1992 року на базі управління 42-го спеціального моторизованого полку міліції Внутрішніх військ МВС СРСР (в/ч 5441) →  наказом КНГУ від 11 жовтня 1995 року було переформовано в управління 25-ї окремої бригади НГУ (в/ч 2290)
  - 25-й окремий батальйон НГУ (в/ч 2295, м. Одеса) — наказом КНГУ від 15 квітня 1998 р. → наказом КНГУ від 10 червня 1998 року перейменований в 25-й окремий батальйон спеціального призначення НГУ.
- 7-й окремий батальйон НГУ (в/ч 7411, Миколаїв) — наказ КНГУ від 2 січня 1992 р. на базі 130-го окремого спеціального моторизованого батальйону міліції Внутрішніх військ МВС СРСР (в/ч 5510); → Указом Президента України від 20 січня 1995 р. і наказом КНГУ від 26 січня 1995 року передано до складу внутрішніх військ, як 19-й спеціальний моторизований полк Внутрішніх військ МВС України (в/ч 3039)
- 7-й полк НГУ (в/ч 4107, Одеса) — наказ КНГУ від 2 січня 1992 р. на базі 42-го спеціального моторизованого полку міліції Внутрішніх військ МВС СРСР; → Указом Президента України від 20 січня 1995 р. і наказом КНГУ від 26 січня 1995 року передано до складу внутрішніх військ, як 22-га окрема спеціальна моторизована бригада Внутрішніх військ МВС України (в/ч 3012) → з 1998 р. - 12-й окремий полк Внутрішніх військ МВС України, з 2003 р. - 33-й окремий батальйон внутрішніх військ МВС України.
- 8-й окремий батальйон НГУ (в/ч 8411, Херсон) — наказ КНГУ від 2 січня 1992 р. на базі 131-го окремого спеціального моторизованого батальйону міліції Внутрішніх військ МВС СРСР (в/ч 5511); → Указом Президента України від 20 січня 1995 р. і наказом КНГУ від 26 січня 1995 року передано до складу внутрішніх військ, як 16-м окремим спеціальним моторизованим батальйоном Внутрішніх військ МВС України (в/ч 3056).
- 8-й полк НГУ (в/ч 4108, Запоріжжя) — наказ КНГУ від 2 січня 1992 р. на базі 22-го окремого спеціального моторизованого батальйону міліції Внутрішніх військ МВС СРСР (в/ч 5442); → Указом Президента України від 20 січня 1995 р. і наказом КНГУ від 26 січня 1995 року передано до складу внутрішніх військ, як 13-й спеціальний моторизований полк Внутрішніх військ МВС України (в/ч 3033), з 1999 р. - 23-тя окрема спеціальна моторизована бригада Внутрішніх військ МВС України;
- 9-й полк НГУ (в/ч 4109, Сімферополь) — наказ КНГУ від 2 січня 1992 р. на базі 21-го спеціального моторизованого полку міліції Внутрішніх військ МВС СРСР (в/ч 5461). → Указом Президента України від 20 січня 1995 р. і наказом КНГУ від 26 січня 1995 року передано до складу Внутрішніх військ МВС України, де став 9-ю окремою бригадою Внутрішніх військ МВС України (в/ч 3009), з 2003 р. - 9-й окремий батальйон Внутрішніх військ МВС України.
  - 6-й окремий батальйон НГУ (в/ч 4110, Севастополь) — наказом КНГУ від 17 травня 1994 року на базі 9-го полку НГУ.
- 9-й окремий батальйон НГУ (в/ч 9411, Одеса) — наказом КНГУ від 17 травня 1994 року.
- 18-й окремий батальйон НГУ (в/ч 2216, Одеса) — наказом КНГУ від 14 березня 1995 р. на базі підрозділу з охорони дипломатичних і консульських представництв іноземних держав → наказом КНГУ від 10 червня 1998 р. на 18-й окремий батальйон спеціального призначення НГУ.
- 16-й полк НГУ (в/ч 4116, с. Велика Корениха біля м. Миколаєва) — наказом КНГУ від 19 червня 1995 року → Наказом КНГУ від 15 квітня 1998 р. 16-й полк НГУ був перетворений в 22-й окремий батальйон НГУ, а наказом КНГУ від 10 червня 1998 року він був перейменований в 22-й окремий батальйон спеціального призначення НГУ
- 1-й склад паливно-мастильних матеріалів НГУ (в/ч 2274, Запоріжжя)
- підрозділ з охорони дипломатичних і консульських представництв іноземних держав (в/ч 2260 «Ю», Одеса)